# Brandie Wilkerson
Brandie Wilkerson (Lausanne, 1 juli 1992) is een Canadees beachvolleyballer. Met Melissa Humana-Paredes won ze een zilveren medaille bij zowel de Olympische als Pan-Amerikaanse Spelen. Met Sophie Bukovec werd ze vice-wereldkampioen. Ze nam deel aan twee edities van de Olympische Spelen.

## Carrière

### 2013 tot en met 2016
Wilkerson heeft in haar jeugd zaalvolleybal gespeeld en maakte in 2013 de overstap naar het beachvolleybal. Ze speelde twee jaar samen met Claudia Séguin en was vooral actief in de continentale tour. In 2014 namen ze daarnaast deel aan twee toernooien in de FIVB World Tour. Van 2015 tot en met 2016 vormde ze een duo met Julie Gordon. Het eerste jaar deden ze mee aan negen toernooien in de World Tour met een zeventiende plaats in Xiamen als beste resultaat. Verder nam het tweetal deel aan drie toernooien in de continentale tour. In 2016 waren Wilkerson en Gordon voornamelijk actief buiten de World Tour; ze speelden drie wedstrijden op mondiaal niveau en eindigden in Long Beach op de negende plaats. Aan het eind van het jaar deed Wilkerson met Heather Bansley mee aan de World Tour Finals in Toronto.

### 2017 tot en met 2021
Wilkerson en Bansley vormden vanaf 2017 vervolgens een team in de World Tour; ze namen dat jaar deel aan zes reguliere toernooien en behaalden enkel toptienplaatsen met een vijfde plaats in Den Haag als beste resultaat. Bij de WK in Wenen eindigde het duo eveneens als vijfde nadat het de kwartfinale verloren had van het Amerikaanse tweetal April Ross en Lauren Fendrick. Ze sloten het seizoen af met een negende plaats bij de World Tour Finals in Hamburg. Daarnaast maakte Wilkerson haar debuut in de AVP Tour. Ze nam deel aan vier toernooien en behaalde met Nicole Branagh een tweede plaats in Manhattan Beach. Het seizoen daarop speelden Wilkerson en Bansley acht wedstrijden in de World Tour en behaalden ze een zege in Warschau en twee derde plaatsen in Itapema en Gstaad. Bij de World Tour Finals in Hamburg eindigden ze ditmaal als vijfde. Met Branagh eindigde ze als tweede bij het AVP-toernooi van New York.
Het duo begon het seizoen daarop met twee overwinningen in Las Vegas en in Chetumal. In 2019 namen ze in aanloop naar de WK verder deel aan vier toernooien met als beste resultaat een derde plaats in Itapema. Bij de WK in Hamburg bereikten Wilkerson en Bansley de zestiende finale waar ze werden uitgeschakeld door het Australische tweetal Taliqua Clancy en Mariafe Artacho del Solar. Na afloop speelden ze drie reguliere wedstrijden in de World Tour met onder meer een derde plaats in Tokio en eindigden ze bij de Finals in Rome verder als zeventiende. In de Amerikaanse competitie kwam Wilkerson met verschillende partner in actie op vier toernooien; met Sara Hughes won ze brons in Chicago. In het najaar van 2019 behaalden Wilkerson en Bansley een dertiende plaats bij het olympisch kwalificatietoernooi in Haiyang en een negende plaats in Chetumal. In 2020 nam Wilkerson met Hughes deel aan drie AVP-toernooien in Long Beach, waar ze een tweede en derde plaats behaalden. In 2021 deden Wilkerson en Bansley in aanloop naar de Spelen deel aan zeven FIVB-toernooien met drie vijfde plaatsen (Cancun, Sotsji en Gstaad). Bij het olympisch beachvolleybaltoernooi in Tokio bereikten ze de kwartfinale waar ze werden uitgeschakeld door het Letse duo Tina Graudina en Anastasija Kravčenoka. Na afloop van de Spelen gingen Wilkerson en Bansley als team uit elkaar. In de AVP Tour speelde Wilkerson dat jaar drie wedstrijden met Hughes.

### 2022 tot heden
In 2022 vormde Wilkerson in de Beach Pro Tour (de opvolger van de World Tour) een team met Sophie Bukovec. Ze namen deel aan zes toernooien en kwamen daarbij tot drie vijfde plaatsen (Itapema, Gstaad en Hamburg). In Rome werd het duo vice-wereldkampioen achter de Brazilianen Ana Patrícia Ramos en Duda Lisboa. In de AVP Tour speelde Wilkerson vier wedstrijden met Zana Muno met twee derde plaatsen in Atlanta en Manhattan Beach als resultaat. Met Melissa Humana-Paredes won ze zilver bij het AVP-toernooi van Chicago. Het seizoen daarop vormden Wilkerson en Humana-Paredes een vast team. Ze waren zowel in het mondiale als Amerikaanse circuit actief. In de Beach Pro Tour namen ze deel aan acht reguliere toernooien. Ze bereikten daarbij telkens de kwartfinale met overwinningen in Jūrmala en Montreal en een derde plaats Ostrava. Bij de WK in Tlaxcala werd het duo in de kwartfinale uitgeschakeld door Artacho en Clancy en bij de seizoensfinale in Doha eindigde het tweetal eveneens op een gedeelde vijfde plaats. In de AVP Tour namen ze deel aan vijf toernooien met een overwinning in Miami en tweede plaatsen in New Orleans, Atlanta en Chicago als resultaat. Bij de Pan-Amerikaanse Spelen in Santiago wonnen Wilkerson en Humana-Paredes en Wilkerson het zilver achter Ana Patrícia en Duda.
In 2024 begon het duo in maart met een tweede plaats in Doha. In april en mei volgden een vijfde plaats in Tepic en een negende plaats in Brasilia. In de Amerikaanse competitie wonnen ze het toernooi van Huntington Beach. In juni behaalden ze een tweede plaats in Ostrava en een maand later werden ze vijfde in Gstaad. Het tweetal plaatste zich via de olympische ranglijst als vierde voor de Spelen. In Parijs wonnen Wilkerson en Humana-Paredes olympisch zilver na de finale in drie sets van Ana Patrícia en Duda verloren te hebben. Begin september wonnen ze het AVP-toernooi van Chicago en in december sloten ze het seizoen af met een zevende plaats in Doha.

## Palmares
Kampioenschappen
- 2017: 5e WK
- 2021: 5e OS
- 2022:  WK
- 2023:  Pan-Amerikaanse Spelen
- 2023: 5e WK
- 2024:  OS

FIVB World Tour
- 2018:  4* Itapema
- 2018:  4* Ostrava
- 2018:  4* Warschau
- 2018:  5* Gstaad
- 2018:  4* Las Vegas
- 2018:  3* Chetumal
- 2019:  4* Itapema
- 2019:  4* Tokio

Beach Pro Tour
- 2023:  Elite16 Ostrava
- 2023:  Jūrmala Challenge
- 2023:  Elite16 Montreal
- 2024:  Elite16 Doha
- 2024:  Elite16 Ostrava